# Tiago Pinto
Pour les articles homonymes, voir Pinto.
Tiago Miguel Baía Pinto est un ancien footballeur portugais né le 1er février 1988 à Porto. Il évolua au poste de défenseur entre 2007 et 2022.

## Carrière
| Saison    | Club                    | Division | Matches | Buts |
| --------- | ----------------------- | -------- | ------- | ---- |
| 2007-2008 | CD Olivais e Moscavide  | II B     | 36      | 2    |
| 2008-2009 | CD Trofense (prêt)      | I        | 18      | 1    |
| 2009-2010 | Sporting Braga          | I        | 1       | 0    |
| 2010-2012 | Rio Ave                 | I        | 54      | 0    |
| 2012      | Deportivo de La Corogne | I        | 3       | 0    |
| 2013      | Racing Santander        | II       | 16      | 1    |